# Stará Ľubovňa
Stará Ľubovňa (în germană Lublau sau Altlublau, în maghiară Ólubló) este un oraș din Slovacia cu 15.965 locuitori. Este unul dintre cele mai vechi orașe din regiunea istorică Spiš (Zips).

## Demografie
| An:                | 1994   | 2004   | 2014   | 2024   |
| ------------------ | ------ | ------ | ------ | ------ |
| Număr de persoane: | 15.447 | 16.348 | 16.366 | 15.599 |
| Diferență:         |        | +5,83% | +0,11% | −4,68% |

| An:                | 2023   | 2024   |
| ------------------ | ------ | ------ |
| Număr de persoane: | 15.628 | 15.599 |
| Diferență:         |        | −0,18% |